# Gibelin
Gibelin (hebräisch בֵּית גֻּבְרִין Bejt Guvrīn; arabisch بيت جبرين Bayt Ǧibrīn), auch Ibelin de l’Hospital, Bethgibelin oder Begebelinus, war eine Kreuzfahrerburg in Bet Guvrin im heutigen Israel.
Die Burg wurde zur Zeit des Kreuzfahrerkönigs Fulko von Jerusalem um 1135, auf einer leichten Anhöhe nahe den Resten der antiken Stadt Eleutheropolis, in der Schfelah an einer Straßenkreuzung zwischen Jerusalem und Askalon errichtet. Die Burg war die erste von mehreren Burgen, die die Landverbindung zwischen Jerusalem und Jaffa gegen die Fatimiden in Askalon schützen sollte. Dass die Burg über zwei Brunnen verfügte, gab ihr in der trockenen Landschaft zusätzlichen strategischen Wert. Der Patriarch von Jerusalem Wilhelm von Mesen soll die Bauarbeiten persönlich geleitet haben. Unter Wiederverwendung der Steine aus den Ruinen von Eleutheropolis entstand eine wehrhafte Burganlage. Gibelin gehörte zunächst zur Herrschaft Hebron, wurde aber 1136 aus dieser herausgelöst und dem Hospitaliterorden übergeben.
Ab 1165 wurde der Aufbau einer fränkischen Siedlung um die Burg vorangetrieben. Benjamin von Tudela machte um 1168 auf seiner Reise in Gibelin Station und fand unter den Bewohnern nur drei Juden.
Nach der Schlacht bei Hattin wurde Gibelin 1187 von den Truppen des Ayyubiden-Sultans Saladin geplündert. Wenig später ließ Saladin die Burg schleifen. Während des Dritten Kreuzzugs wurde der Ort zurückerobert. Der neue König von Jerusalem Heinrich von Champagne residierte hier 1192, während Richard Löwenherz einen Waffenstillstand mit Saladin verhandelte. Nach dem Rückzug Richards fiel der Ort vermutlich wieder an die Muslime.
1241 wurde auch Gibelin im Rahmen des Kreuzzugs der Barone vom Ayyubiden-Sultan as-Salih an die Christen abgetreten, allerdings bereits 1244 unter demselben Sultan zurückerobert.